# Lijst van oorlogsmonumenten in Mook en Middelaar
De Nederlandse gemeente Mook en Middelaar heeft vijf oorlogsmonumenten. Hieronder een overzicht.
| Nr.  | Object                              | Herdachte groep                            | Ontwerper     | Onthulling       | Type               | Locatie                                          | Plaats    | Coördinaten                   | Foto                                |
| ---- | ----------------------------------- | ------------------------------------------ | ------------- | ---------------- | ------------------ | ------------------------------------------------ | --------- | ----------------------------- | ----------------------------------- |
| 1393 | Oorlogsmonument                     | geallieerde militairen, burgerslachtoffers |               | 30 december 1945 | kruis              | Witteweg, 6587 AJ                                | Middelaar | 51° 43' 49" NB, 5° 54' 49" OL |                                     |
| 1395 | Brits ereveld                       | geallieerde militairen                     |               |                  | begraafplaats/graf | Groesbeekseweg                                   | Mook      | 51° 45' 29" NB, 5° 53' 38" OL | Brits ereveld                       |
| 2250 | Monument voor soldaat Holmes        |                                            |               |                  | kapel              | Raadhuisplein                                    | Mook      | 51° 45' 3" NB, 5° 52' 53" OL  |                                     |
| 3136 | Monument voor het kunstenaarsverzet | verzet Nederland                           | Peter Roovers | 10 mei 2008      | reliëf             |                                                  | Mook      | 51° 45' 5" NB, 5° 52' 53" OL  | Monument voor het kunstenaarsverzet |
|      | Stolpersteine                       | vervolgden Nederland                       | Gunter Demnig |                  | plaquette          | Zie Lijst van Stolpersteine in Mook en Middelaar | Mook      |                               | Meer afbeeldingen                   |

Beek ·
Beekdaelen ·
Beesel ·
Bergen ·
Brunssum ·
Echt-Susteren ·
Eijsden-Margraten ·
Gennep ·
Gulpen-Wittem ·
Heerlen ·
Horst aan de Maas ·
Kerkrade ·
Landgraaf ·
Leudal ·
Maasgouw ·
Maastricht ·
Meerssen ·
Mook en Middelaar ·
Nederweert ·
Peel en Maas ·
Roerdalen ·
Roermond ·
Simpelveld ·
Sittard-Geleen ·
Stein ·
Vaals ·
Valkenburg aan de Geul ·
Venlo ·
Venray ·
Voerendaal ·
Weert